# Hoa hậu Trái Đất 2010
Hoa hậu Trái Đất 2010, sự kiện kỷ niệm mười năm tổ chức cuộc thi sắc đẹp Hoa hậu Trái Đất được tổ chức tại Sân khấu Nhạc nước Vinpearl, Nha Trang, Khánh Hòa, Việt Nam vào ngày 4 tháng 12 năm 2010. Đây là năm đầu tiên cuộc thi Hoa hậu Trái Đất được đăng cai và tổ chức hoàn toàn ngoài lãnh thổ Philippines - quốc gia khai sinh ra cuộc thi. Dẫn chương trình cho đêm chung kết là nam MC Oli Pettigrew, nữ MC Marie Digby cùng cựu Hoa hậu Jennifer Phạm.
Tổng cộng 84 người đẹp đại diện cho các quốc gia và vùng lãnh thổ sẽ tụ hội tranh tài danh hiệu. Hoa hậu Trái Đất 2009 Larissa Ramos đến từ Brazil đã trao vương miện cho Nicole Faria đến từ Ấn Độ. Sự kiện này được tường thuật trực tiếp trên sóng các đài truyền hình VTV, ABS-CBN, STAR World và The Filipino Channel. Hoa hậu Trái Đất được chọn sẽ đảm nhận vai trò phát ngôn viên của Quỹ Hoa hậu Trái Đất (Miss Earth Foundation), Chương trình Môi trường Liên Hợp Quốc (UNEP) và những tổ chức bảo vệ môi trường khác.. Sau 10 năm, Ấn Độ mới chiến thắng một trong những cuộc thi sắc đẹp danh giá nhất thế giới kể từ khi Lara Dutta đăng quang Hoa hậu Hoàn vũ 2000 và Priyanka Chopra đoạt ngôi vị cao nhất tại Hoa hậu Thế giới 2000.
Video chính thức: https://www.youtube.com/watch?v=AnExpR-FhYA

## Thông tin cuộc thi

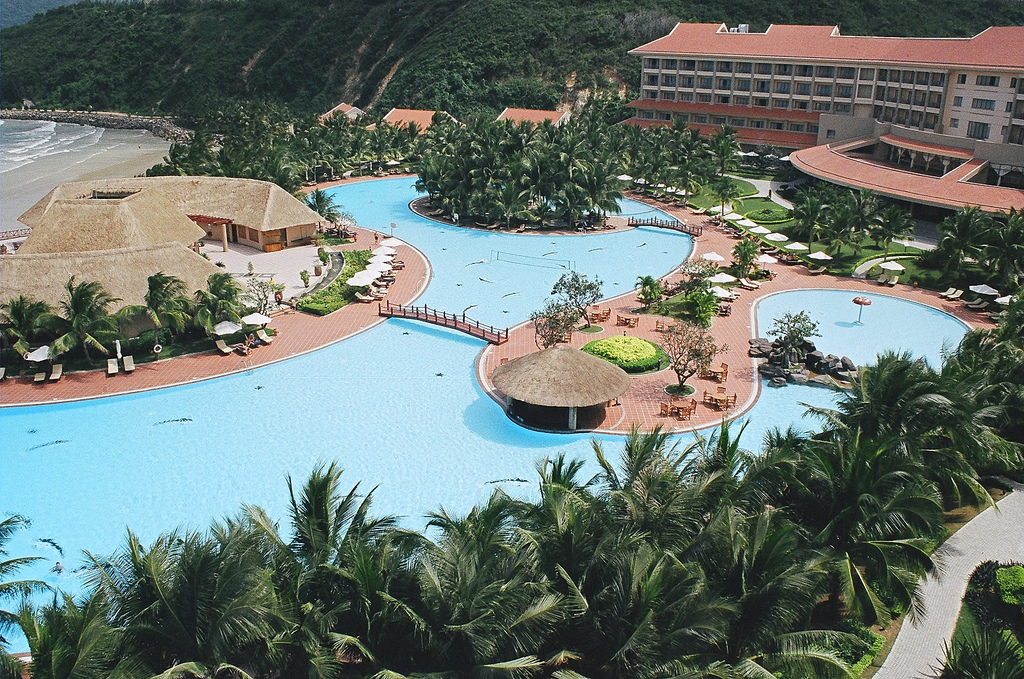
Khuôn viên Khu du lịch Vinpearl, địa điểm chính thức diễn ra cuộc thi Hoa hậu Trái Đất 2010.

Tập đoàn Carousel Productions đã cùng với Hoa hậu Trái Đất 2009 Larissa Ramos đến thăm Việt Nam vào đầu năm nay. Tuyên bố chính thức và lễ ký kết được thực hiện tại Khách sạn Legend Saigon ngày 28 tháng 1 năm 2010. Cũng tại đây một biên bản ghi nhớ về tổ chức sự kiện này dài hạn đến năm 2020 đã được ký kết giữa ban tổ chức và nhà tài trợ. Các sự kiện sẽ được tổ chức tại bốn thành phố của Việt Nam: Hội An, Phan Thiết, Thành phố Hồ Chí Minh và Nha Trang với đêm chung kết.

## Xếp hạng

### Kết quả chung cuộc
| Kết quả cuối cùng           | Thí sinh |
| --------------------------- | --- |
| Hoa hậu Trái Đất 2010       | - Ấn Độ – Nicole Faria |

Các quốc gia và lãnh thổ tham gia Hoa hậu Trái Đất 2010 và kết quả.

| Hoa hậu Không khí (Á hậu 1) | - Ecuador – Jennifer Pazmiño (Từ bỏ vương miện) |
| Hoa hậu Không khí (Á hậu 1) | - Nga – Victoria Shchukina (Thay thế) |
| Hoa hậu Nước (Á hậu 2)      | - Thái Lan – Watsaporn Wattanakoon |
| Hoa hậu Lửa (Á hậu 3)       | - Puerto Rico – Yeidy Bosques |
| Top 7                       | - Nhật Bản – Marina Kishira - Nam Phi – Nondyebo Dzingwa - Venezuela – Mariángela Bonanni                                                                                     |
| Top 14                      | - Cộng hòa Séc – Carmen Justová - Ý – Ilenia Arnolfo - Hà Lan – Desiree van den Berg - Ukraine – Valentyna Zhytnyk - Hoa Kỳ – Danielle Bounds - Việt Nam – Lưu Thị Diễm Hương |

### Giải thưởng phụ
| \| Giải thưởng \| Quốc gia \| Thí sinh \| \| -------------------------------- \| --------- \| --------------------- \| \| Trình diễn áo tắm đẹp nhất \| Việt Nam \| Lưu Thị Diễm Hương \| \| Trang phục dạ hội đẹp nhất \| Ecuador \| Jenifer Pazmiño \| \| Trang phục dân tộc đẹp nhất \| Nhật Bản \| Marina Kishira \| \| Hoa hậu Tài năng \| Ấn Độ \| Nicole Faria \| \| Hoa hậu Ảnh \| Thái Lan \| Watsaporn Wattanakoon \| \| Hoa hậu Thân thiện \| Guatemala \| Sue Ellen Castañeda \| \| Trình diễn áo dài đẹp nhất \| Serbia \| Tijana Rakic \| \| Miss Vietnam Airlines \| Việt Nam \| Lưu Thị Diễm Hương \| \| Miss PNJ \| Ecuador \| Jennifer Pazmiño \| \| Miss Earth Sea-Links City Resort \| Nhật Bản \| Marina Kishira \| \| Miss Diamond Place \| Ấn Độ \| Nicole Faria \| \| Miss CanDeluxe \| Việt Nam \| Lưu Thị Diễm Hương \| \| Miss Saigon Elegance \| Serbia \| Tijana Rakic \| | Giải thưởng chính Giải thưởng của nhà tài trợ |                       |
| Giải thưởng | Quốc gia                                      | Thí sinh              |
| Trình diễn áo tắm đẹp nhất | Việt Nam                                      | Lưu Thị Diễm Hương    |
| Trang phục dạ hội đẹp nhất | Ecuador                                       | Jenifer Pazmiño       |
| Trang phục dân tộc đẹp nhất | Nhật Bản                                      | Marina Kishira        |
| Hoa hậu Tài năng | Ấn Độ                                         | Nicole Faria          |
| Hoa hậu Ảnh | Thái Lan                                      | Watsaporn Wattanakoon |
| Hoa hậu Thân thiện | Guatemala                                     | Sue Ellen Castañeda   |
| Trình diễn áo dài đẹp nhất | Serbia                                        | Tijana Rakic          |
| Miss Vietnam Airlines | Việt Nam                                      | Lưu Thị Diễm Hương    |
| Miss PNJ | Ecuador                                       | Jennifer Pazmiño      |
| Miss Earth Sea-Links City Resort | Nhật Bản                                      | Marina Kishira        |
| Miss Diamond Place | Ấn Độ                                         | Nicole Faria          |
| Miss CanDeluxe | Việt Nam                                      | Lưu Thị Diễm Hương    |
| Miss Saigon Elegance | Serbia                                        | Tijana Rakic          |

### Hoa hậu Tài năng
Phần thi tài năng diễn ra tại Thành phố Hồ Chí Minh vào ngày 9 tháng 11 năm 2010. Nicole Faria đến từ Ấn Độ đã giành giải Hoa hậu Tài năng sau khi vượt qua 17 thí sinh khác. Sự kiện quyên góp 100 triệu đồng, được gửi cho Hội Chữ thập đỏ Thành phố Hồ Chí Minh để hỗ trợ nạn nhân lũ lụt ở miền Trung.
| Kết quả     | Thí sinh |
| ----------- | --- |
| Chiến thắng | - Ấn Độ – Nicole Faria |
| Top 5       | - Cộng hòa Tự trị Krym – Anastasiya Sienina - Nhật Bản – Marina Kishira - Singapore – Maricelle Rani Wong - Việt Nam – Lưu Thị Diễm Hương |
| Top 18      | - Bosna và Hercegovina – Ema Golijanin - Botswana – Onalenna Gaopalelwe - Brazil – Luisa de Almeida Lopes - Anh – Sandra Marie Lees - Guam – Naiomie Jean Santos - Guatemala – Sue Ellen Castañeda - Guyana – Soyini Fraser - Ireland – Alesha Gallen - Ý – Ilenia Arnolfo - Jamaica – Kai Ayanna McDonald - Nam Phi – Nondyebo Dzingwa - Thái Lan – Watsaporn Wattanakoon - Tonga – Glena Lavemai |

Chú ý: Hôm đó, Hoa hậu Việt Nam giành giải Miss Vietnam Airlines còn Hoa hậu Ấn Độ chiến thắng giải Miss Diamond Place.

### Trang phục dân tộc đẹp nhất
Phần thi được tổ chức ở Khu nghỉ dưỡng Sea-Links ở Phan Thiết vào ngày 13 tháng 11 năm 2010. Người chiến thắng là Marina Kishira, đại diện của Nhật Bản.
| Kết quả     | Thí sinh |
| ----------- | --- |
| Chiến thắng | - Nhật Bản – Marina Kishira |
| Top 5       | - Brazil – Luisa de Almeida Lopes - Ecuador – Jennifer Pazmiño - Mexico – Claudia Lopez Mollinedo - Nam Phi – Nondyebo Dzingwa |

Chú ý: Hôm đó, Hoa hậu Nhật Bản cũng giành giải Miss Earth Sea-Links City Resort.

### Trình diễn áo dài đẹp nhất
Phần thi diễn ra vào ngày 17 tháng 11 năm 2010 ở Nha Trang, Khánh Hòa.
| Kết quả     | Thí sinh |
| ----------- | --- |
| Chiến thắng | - Serbia – Tijana Rakic |
| Top 5       | - Trung Hoa Đài Bắc – Liu Hsing-Jung - Hàn Quốc – Lee Gui-joo - Nicaragua – Junieth Rosales - Philippines – Kris Psyche Resus |

Chú ý: Hoa hậu Serbia còn chiến thắng Miss Saigon Elegance.

### Trang phục dạ hội đẹp nhất
Phần thi diễn ra vào ngày 17 tháng 11 năm 2010 ở Nha Trang, Khánh Hòa.
| Kết quả     | Thí sinh |
| ----------- | --- |
| Chiến thắng | - Ecuador – Jennifer Pazmiño |
| Top 5       | - Brazil – Luisa de Almeida Lopes - Cộng hòa Séc – Carmen Justová - Thái Lan – Watsaporn Wattanakoon - Venezuela – Mariángela Bonanni |

Chú ý: Hoa hậu Ecuador đoạt thêm giải Miss PNJ.

### Trình diễn áo tắm đẹp nhất
Phần thi được tổ chức ngày 20 tháng 11 năm 2010 ở Phú Yên.
| Kết quả     | Thí sinh |
| ----------- | --- |
| Chiến thắng | - Việt Nam – Lưu Thị Diễm Hương                                                                                       |
| Top 5       | - Brazil – Luisa de Almeida Lopes - Ecuador – Jennifer Pazmiño - Na Uy – Iman Kerigo - Venezuela – Mariángela Bonanni |

Chú ý: Hoa hậu Việt Nam đoạt thêm giải Miss CanDeluxe.

### Thứ tự công bố
| 1. Ecuador 2. Thái Lan 3. Hà Lan 4. Puerto Rico 5. Nga 6. Ukraine 7. Việt Nam 8. Nam Phi 9. Hoa Kỳ 10. Ý 11. Cộng hòa Séc 12. Nhật Bản 13. Venezuela 14. Ấn Độ | 1. Ấn Độ 2. Venezuela 3. Ecuador 4. Nam Phi 5. Puerto Rico 6. Thái Lan 7. Nhật Bản |

## Phần ứng xử hay nhất*
Chú ý (*): Trong dịp kỷ niệm lần tổ chức thứ 10 của cuộc thi, Top 7 sẽ gặp lại các câu hỏi ứng xử từ những cuộc thi năm trước. Hoa hậu Trái Đất 2010 đã bốc thăm câu hỏi trong phần thi ứng xử của Hoa hậu Trái Đất 2002: "Việc có ý nghĩa quan trọng hơn đối với cuộc sống của bạn ngay bây giờ, là bình minh hay hoàng hôn?
Câu trả lời của Hoa hậu Trái Đất 2010: "Đó là bình minh. Bởi vì mỗi khi tôi thức dậy vào một ngày mới, tôi cảm thấy như một khởi đầu mới và nó cho tôi hy vọng mới". - Nicole Faria, đại diện của Ấn Độ.

## Ban giám khảo
| Số thứ tự | Giám khảo                 | Nghề nghiệp, chức vụ                                             |
| --------- | ------------------------- | ---------------------------------------------------------------- |
| 1         | Ella Bella                | Đại diện chương trình môi trường cho giới trẻ của Liên hiệp quốc |
| 2         | Nenad Bratic              | Giám đốc công ty kiến trúc                                       |
| 3         | Marie J.Y.E. Collart      | Diễn viên của Hollywood                                          |
| 4         | Rachel Grant              | Diễn viên của Hollywood                                          |
| 5         | Karla Paula Henry         | Hoa hậu Trái Đất 2008 đến từ Philippines                         |
| 6         | Michael Jeffrey Rosenthal | Nhiếp ảnh gia                                                    |
| 7         | Eddy Tan                  | Giám đốc của hệ thống STAR World                                 |
| 8         | Phạm Sanh Châu            | Tổng thư ký Ủy ban UNESCO của Việt Nam                           |
| 9         | Hoàng Đại Thanh           | Tổng biên tập Tạp chí Thời Trang Trẻ                             |
| 10        | Nguyễn Quỳnh Như          | Nhà thiết kế thời trang                                          |

## Dẫn chương trình
- Oli Pettigrew
- Marie Digby
- Jennifer Phạm (Hoa hậu châu Á tại Mỹ 2006)

## Nhạc nền
- Phần mở đầu: Mash-up "Only Girl (In the World)" bởi Rihanna, và "Some Chords" bởi Deadmau5
- Hoa hậu Trái Đất 2009 trình diễn cùng 70 thí sinh không lọt Top 14: "Trống cơm" bởi Mặt trời mới
- Lời mẹ hát (Bản tiếng Anh) bởi Mỹ Linh[10] (Hát trực tiếp)
- The Way You Make Me Feel bởi Ronan Keating (Hát trực tiếp)
- When You Say Nothing at All bởi Ronan Keating (Hát trực tiếp)

## Thí sinh tham dự
84 thí sinh tham dự cuộc thi:
| Quốc gia/Lãnh thổ    | Thí sinh                 | Tuổi | Chiều cao               | Quê quán              |
| -------------------- | ------------------------ | ---- | ----------------------- | --------------------- |
| Úc                   | Kelly Louise Maguire     | 24   | 1,75 m (5 ft 9 in)      | Sydney                |
| Bahamas              | Aquelle Plakaris         | 24   | 1,78 m (5 ft 10 in)     | Nassau                |
| Bỉ                   | Melissa Vingerhoed       | 18   | 1,70 m (5 ft 7 in)      | Etterbeek             |
| Bolivia              | Yovana O'Brien           | 19   | 1,80 m (5 ft 11 in)     | Santa Cruz            |
| Bosna và Hercegovina | Ema Golijanin            | 18   | 1,77 m (5 ft 9+1⁄2 in)  | Sarajevo              |
| Botswana             | Onalenna Gaopalelwe      | 20   | 1,73 m (5 ft 8 in)      | Serowe                |
| Brazil               | Luisa de Almeida Lopes   | 20   | 1,75 m (5 ft 9 in)      | Porto de Galinhas     |
| Cameroon             | Estelle Essame           | 26   | 1,71 m (5 ft 7+1⁄2 in)  | Yaounde               |
| Canada               | Summer Anne Ross         | 26   | 1,80 m (5 ft 11 in)     | Ontario               |
| Quần đảo Cayman      | Samantha Widmer          | 23   | 1,75 m (5 ft 9 in)      | George Town           |
| Chile                | Pamela Soprani           | 23   | 1,77 m (5 ft 9+1⁄2 in)  | Santiago              |
| Trung Quốc           | Zhao Shenqianhui         | 19   | 1,77 m (5 ft 9+1⁄2 in)  | Bắc Kinh              |
| Trung Hoa Đài Bắc    | Liu Hsing-Jung           | 25   | 1,70 m (5 ft 7 in)      | Đài Bắc               |
| Colombia             | Diana Marin              | 22   | 1,80 m (5 ft 11 in)     | Cali                  |
| Costa Rica           | Allyson Alfaro           | 20   | 1,72 m (5 ft 7+1⁄2 in)  | San José              |
| Cộng hòa Tự trị Krym | Anastasiya Sienina       | 19   | 1,79 m (5 ft 10+1⁄2 in) | Simferopol            |
| Curaçao              | Norayla Francisco        | 25   | 1,81 m (5 ft 11+1⁄2 in) | Willemstad            |
| Cộng hòa Séc         | Carmen Justová           | 19   | 1,76 m (5 ft 9+1⁄2 in)  | Sokolov               |
| Đan Mạch             | Sandra Vester            | 25   | 1,66 m (5 ft 5+1⁄2 in)  | Copenhagen            |
| Cộng hòa Dominican   | Wisleidy Osorio          | 21   | 1,78 m (5 ft 10 in)     | Samana                |
| Ecuador              | Jennifer Pazmiño         | 22   | 1,80 m (5 ft 11 in)     | Guayaquil             |
| Ai Cập               | Doaa Hakam               | 22   | 1,69 m (5 ft 6+1⁄2 in)  | Cairo                 |
| Anh                  | Sandra Marie Lees        | 25   | 1,70 m (5 ft 7 in)      | Birmingham            |
| Pháp                 | Fanny Vauzanges          | 25   | 1,74 m (5 ft 8+1⁄2 in)  | Paris                 |
| Polynésie thuộc Pháp | Mihiatea Ruta            | 24   | 1,75 m (5 ft 9 in)      | Papeete               |
| Đức                  | Reingard Hageman         | 25   | 1,76 m (5 ft 9+1⁄2 in)  | Schwerin              |
| Ghana                | Golda Dayi               | 18   | 1,83 m (6 ft 0 in)      | Accra                 |
| Guadeloupe           | Maïté Elso               | 23   | 1,71 m (5 ft 7+1⁄2 in)  | Les Abymes            |
| Guam                 | Naiomie Jean Santos      | 18   | 1,75 m (5 ft 9 in)      | Maina                 |
| Guatemala            | Sue Ellen Castañeda      | 24   | 1,72 m (5 ft 7+1⁄2 in)  | Thành phố Guatemala   |
| Guyana               | Soyini Fraser            | 20   | 1,80 m (5 ft 11 in)     | Georgetown            |
| Hồng Kông            | Zheng Xiaoyue            | 19   | 1,77 m (5 ft 9+1⁄2 in)  | Hồng Kông             |
| Ấn Độ                | Nicole Faria             | 20   | 1,76 m (5 ft 9+1⁄2 in)  | Bengaluru             |
| Indonesia            | Jessica Aurelia Tji      | 24   | 1,70 m (5 ft 7 in)      | Jakarta               |
| Ireland              | Alesha Gallen            | 24   | 1,75 m (5 ft 9 in)      | Donegal               |
| Ý                    | Ilenia Arnolfo           | 26   | 1,81 m (5 ft 11+1⁄2 in) | Cuneo                 |
| Jamaica              | Kai Ayanna McDonald      | 24   | 1,72 m (5 ft 7+1⁄2 in)  | Kingston              |
| Nhật Bản             | Marina Kishira           | 23   | 1,73 m (5 ft 8 in)      | Chiba                 |
| Kenya                | Miano Isabell Wangui     | 22   | 1,74 m (5 ft 8+1⁄2 in)  | Njoro                 |
| Hàn Quốc             | Lee Gui-joo              | 20   | 1,74 m (5 ft 8+1⁄2 in)  | Jeollabuk-do          |
| Kosovo               | Morena Taraku            | 18   | 1,74 m (5 ft 8+1⁄2 in)  | Peje                  |
| Latvia               | Eva Caune                | 22   | 1,68 m (5 ft 6 in)      | Riga                  |
| Liban                | Jihane Nehme             | 26   | 1,74 m (5 ft 8+1⁄2 in)  | Beirut                |
| Luxembourg           | Laureta Bardoniqi        | 18   | 1,68 m (5 ft 6 in)      | Bettembourg           |
| Ma Cao               | Yi Tong Sun              | 23   | 1,66 m (5 ft 5+1⁄2 in)  | Ma Cao                |
| Madagascar           | Alexandra Randrianarivel | 23   | 1,73 m (5 ft 8 in)      | Antananarivo          |
| Malaysia             | Appey Rowena             | 18   | 1,70 m (5 ft 7 in)      | Kota Kinabalu         |
| Malta                | Christine Mifsud         | 19   | 1,76 m (5 ft 9+1⁄2 in)  | Valletta              |
| Martinique           | Christine Garçon         | 22   | 1,78 m (5 ft 10 in)     | Le Vauclin            |
| Mauritius            | Anne-Lise Ramooloo       | 21   | 1,74 m (5 ft 8+1⁄2 in)  | Port Louis            |
| Mexico               | Claudia Lopez Mollinedo  | 18   | 1,72 m (5 ft 7+1⁄2 in)  | Teapa                 |
| Mông Cổ              | Bayaarkhuu Gantogoo      | 24   | 1,75 m (5 ft 9 in)      | Ömnögovi              |
| Nepal                | Sahana Bajracharya       | 21   | 1,67 m (5 ft 5+1⁄2 in)  | Kathmandu             |
| Hà Lan               | Desiree van den Berg     | 23   | 1,76 m (5 ft 9+1⁄2 in)  | Santpoort             |
| New Zealand          | Lisa Davids              | 20   | 1,65 m (5 ft 5 in)      | North Shore           |
| Nicaragua            | Junieth Rosales          | 21   | 1,76 m (5 ft 9+1⁄2 in)  | Managua               |
| Nigeria              | Inara Isaiah             | 18   | 1,86 m (6 ft 1 in)      | Bayelsa               |
| Bắc Ireland          | Judith Keys              | 18   | 1,68 m (5 ft 6 in)      | Belfast               |
| Na Uy                | Iman Kerigo              | 18   | 1,68 m (5 ft 6 in)      | Kløfta                |
| Panama               | Nicolle Morrell          | 20   | 1,76 m (5 ft 9+1⁄2 in)  | Thành phố Panama      |
| Peru                 | Silvana Vásquez          | 22   | 1,77 m (5 ft 9+1⁄2 in)  | Lima                  |
| Philippines          | Kris Psyche Resus        | 22   | 1,68 m (5 ft 6 in)      | Infanta               |
| Ba Lan               | Beata Polakowska         | 24   | 1,72 m (5 ft 7+1⁄2 in)  | Ostrów Mazowiecka     |
| Puerto Rico          | Yeidy Bosques            | 22   | 1,80 m (5 ft 11 in)     | Mayagüez              |
| Romania              | Andreea Capsuc           | 19   | 1,71 m (5 ft 7+1⁄2 in)  | Bucharest             |
| Nga                  | Viktoria Shchukina       | 22   | 1,76 m (5 ft 9+1⁄2 in)  | Moskva                |
| Samoa                | Faaselega Oloapu         | 25   | 1,80 m (5 ft 11 in)     | Sydney                |
| Scotland             | Cora Buchanan            | 24   | 1,71 m (5 ft 7+1⁄2 in)  | Edinburgh             |
| Serbia               | Tijana Rakic             | 23   | 1,75 m (5 ft 9 in)      | Krusevac              |
| Singapore            | Maricelle Rani Wong      | 20   | 1,66 m (5 ft 5+1⁄2 in)  | Singapore             |
| Slovakia             | Tímea Szaboová           | 20   | 1,83 m (6 ft 0 in)      | Bratislava            |
| Slovenia             | Ines Draganovič          | 19   | 1,74 m (5 ft 8+1⁄2 in)  | Ljubljana             |
| Nam Phi              | Nondyebo Dzingwa         | 24   | 1,75 m (5 ft 9 in)      | Roodepoort            |
| Nam Sudan            | Atong de Mach            | 22   | 1,80 m (5 ft 11 in)     | Juba                  |
| Thụy Sĩ              | Liza Andrea Küster       | 24   | 1,68 m (5 ft 6 in)      | Bern                  |
| Tanzania             | Rose Shayo               | 21   | 1,82 m (5 ft 11+1⁄2 in) | Dodoma                |
| Thái Lan             | Watsaporn Wattanakoon    | 23   | 1,70 m (5 ft 7 in)      | Chiang Rai            |
| Tonga                | Glena Lavemai            | 19   | 1,79 m (5 ft 10+1⁄2 in) | Sydney                |
| Thổ Nhĩ Kỳ           | Döndü Şahin              | 24   | 1,83 m (6 ft 0 in)      | Nuremberg             |
| Ukraine              | Valentina Zhytnyk        | 18   | 1,79 m (5 ft 10+1⁄2 in) | Kharkiv               |
| Hoa Kỳ               | Danielle Bounds          | 26   | 1,83 m (6 ft 0 in)      | Kansas                |
| Venezuela            | Mariángela Bonanni       | 22   | 1,77 m (5 ft 9+1⁄2 in)  | San Cristóbal         |
| Việt Nam             | Lưu Thị Diễm Hương       | 20   | 1,71 m (5 ft 7+1⁄2 in)  | Thành phố Hồ Chí Minh |
| Wales                | Louise Hinder            | 19   | 1,77 m (5 ft 9+1⁄2 in)  | Swansea               |

- Danh xưng: trong cuộc thi lần này, Tahiti sử dụng danh xưng tiếng Anh là French Polynesia thay vì Tahiti (đã được dùng trong cuộc thi năm trước).

## Chú ý

### Tham gia lần đầu
- Cộng hòa Tự trị Krym
- Guyana
- Madagascar

### Sự trở lại
- Tham gia lần cuối vào năm 2005:
  -  Mauritius[18]
  -  Mông Cổ
- Tham gia lần cuối vào năm 2006:
  -  Quần đảo Cayman
  -  Chile
  -  Curaçao
  -  Ai Cập
  -  Ireland
- Tham gia lần cuối vào năm 2007:
  -  Cameroon
  -  Na Uy
  -  Việt Nam
- Tham gia lần cuối vào năm 2008:
  -  Bolivia
  -  Bosna và Hercegovina
  -  Botswana
  -  Đức
  -  Nicaragua
  -  Romania

### Thay thế
- Bỉ – Jessica Van Moorleghem được thay thế bởi Melissa Vingerhoed vì lý do cá nhân.
- Brazil – Aline Bruch được thay thế bởi Luisa de Almeida Lopes.
- Trung Quốc – Ding Wenyuan được thay thế bởi Zhao Shenqianhui.
- Costa Rica – Alejandra Alvarez được thay thế bởi Allyson Alfaro.
- Pháp – Christelle Demaison được thay thế bởi Fanny Vauzanges vì lý do khẩn cấp của gia đình.
- Đức – Anna Julia Hagen được thay thế bởi Reingard Hagemann vì bận việc học.
- Indonesia – Liza Elly Purnamasari được thay thế bởi Jessica Aurelia Tji.
- Romania – Andreea Dorobantiu được thay thế bởi Andreea Capsuc.
- Ukraine – Okelsandra Nikitina được thay thế bởi Valentina Zhytnyk.

### Chỉ định
- Cộng hòa Tự trị Krym – Anastasiya Sienina được chỉ định tham gia cuộc thi. Cô là Á hậu 2 Hoa hậu Ukraine 2010.
- Serbia – Tijana Rakić được chỉ định là "Hoa hậu Trái Đất Serbia 2010". Cô lọt Top 5 Hoa hậu Serbia 2010.
- Venezuela – Mariángela Bonanni được chỉ định là "Hoa hậu Trái Đất Venezuela 2010" bởi Tổ chức Hoa hậu Venezuela sau khi Tổ chức này lấy được bản quyền Hoa hậu Trái Đất từ Tổ chức Sambil Model Caracas. Cô là Á hậu 1 của cuộc thi "Hoa hậu Venezuela 2009".
- Việt Nam – Lưu Thị Diễm Hương được chỉ định tham gia bởi Công ty Truyền thông Thanh niên - đơn vị nắm bản quyền cuộc thi Hoa hậu Trái Đất ở Việt Nam thay thế Công ty Elite. Cô đăng quang Hoa hậu Thế giới người Việt 2010 hồi tháng 8 cùng năm.

### Không tham gia
- Argentina – Isolina Boero
- Bhutan – Kinley Yangden
- El Salvador – Sarai Calderón
- Georgia – Taliko Shubitidze
- Sri Lanka – Dilrufa Mohamed
- Uganda – Pierra Akewro

### Bỏ cuộc
- Albania
- Cuba
- Gabon – Không có cuộc thi quốc gia nào được tổ chức
- Hy Lạp
- Honduras
- Hungary – Jennifer Kalo tham dự Hoa hậu Thế giới 2010 vì đại diện ban đầu là Agnes Dobo bị thương
- Israel
- Pakistan
- Paraguay
- Tây Ban Nha
- Thụy Điển – Thiếu kinh phí và tài trợ
- Quần đảo Turks và Caicos – Không có cuộc thi quốc gia nào được tổ chức; thiếu kinh phí và tài trợ

### Tham gia các cuộc thi khác
Những thí sinh tham gia các cuộc thi khác:
| Hoa hậu Hoàn vũ - 2010: Hà Lan – Desiree van den Berg - 2012: Việt Nam – Lưu Thị Diễm Hương - 2016: Guyana – Soyini Fraser Hoa hậu Thế giới - 2008: Curaçao – Norayla Francisco - 2010: Hà Lan – Desirée van den Berg (Top 25) - 2012: Nam Sudan – Atong Demach (Top 7, Nữ hoàng sắc đẹp khu vực châu Phi, Hoa hậu Siêu mẫu) Hoa hậu Quốc tế - 2008: Ecuador – Jennifer Pazmiño (Top 12) - 2009: Úc – Kelly Louise Maguire Hoa hậu Liên lục địa - 2011: Bỉ – Melissa Vingerhoed - 2011: Brazil – Luisa de Almeida Lopes - 2011: Peru – Silvana Vásquez (Trang phục dân tộc đẹp nhất) Hoa hậu Hòa bình Quốc tế - 2014: Guam – Naiomie Jean Santos Hoa hậu Siêu quốc gia - 2011: Latvia – Eva Caune (Top 20) - 2012: Bosna và Hercegovina – Ema Golijanin (Top 20) Miss All Nations - 2012: New Zealand – Lisa Davids (Bán kết) | Nữ hoàng Du lịch Quốc tế - 2009: Úc – Kelly Louise Maguire Nữ hoàng Du lịch Quốc tế của năm - 2011: New Zealand – Lisa Davids Hoa hậu Du lịch Liên lục địa - 2010: Úc – Kelly Louise Maguire (Á hậu 1) Miss Oriental Tourism - 2012: Hà Lan – Desirée van den Berg Beauty of the World - 2010: Bỉ – Melissa Vingerhoed (Beauty of Western Europe) - 2010: Hà Lan – Desiree van den Berg (Beauty of Eurasia) Hoa hậu Hữu nghị Quốc tế - 2010: Kenya – Miano Isabell Wangui Hoa hậu Châu Á - Thái Bình Dương - 2011: Úc – Kelly Louise Maguire - 2011: Guam – Naiomie Jean Santos - 2011: Nepal – Sahana Bajracharya (Bán kết) Hoa hậu Tuổi teen Hoàn vũ - 2010: Bolivia – Yovana O'Brien - 2010: Nicaragua – Junieth Rosales (Hoa hậu Thân thiện) Siêu mẫu Thế giới - 2012: Malta – Christine Mifsud |